# Абу Бакр ібн Фаріс
Абу Бакр II ас-Саїд ібн Фаріс (араб. أبو بكر الثاني المريني; нар. 1346 — 1359) — 11-й маринідський султан Марокко в 1358—1359 роках. Він правив 7 місяців і 20 днів.

## Життєпис
Походив з династії Маринідів. Син султана Абу Інан Фаріса. Народився 1346 року, отримавши ім'я Абу Бакр. Внаслідок інтриг візира Гасана ібн Умаром аль-Фудуді 1357 року під час хвороби султана оголошений новим спадкоємцем трону. 1358 року візир власноруч вбив Абу Інан Фаріса, але султаном став зведений брат Абу Бакра — Абу Заян Мухаммад. Але за підтримки аль-Фудуді Абу Бакру вдалося повалити брата й здобути трон.
Через малий вік султана фактична влада належала вищим сановникам. Невдовзі почалися конфлікти між його візирами аль-Фудуді та Мансуром ібн Сулейманом. Водночас у горах Гомари повстав стрийко Ібрагім Алі. Невдовзі на бік останнього перейшли військо й знать. Абу бакра було повалено. Намагався втекти до Гранадського емірату, але потонув у морі.